# José Humberto Paparoni
José Humberto Paparoni (ur. 3 września 1920 w Santa Cruz de Mora, zm. 1 października 1959 w Barcelonie) – wenezuelski duchowny rzymskokatolicki, biskup diecezjalny Barcelony w latach 1954-1959.

## Życiorys
Do kapłaństwa przygotowywał się w Meridzie i Caracas. Święcenia kapłańskie otrzymał 8 kwietnia 1944.
4 października 1954 papież Pius XII mianował go ordynariuszem nowo utworzonej diecezji Barcelona. Sakry udzielił mu ówczesny nuncjusz apostolski w Wenezueli abp Sergio Pignedoli. 
Zmarł następnego dnia po wypadku samochodowym, który wydarzył się przy wjeździe do Barcelony. Wraz z bp. Paparonim zginął również arcybiskup metropolita Caracas Rafael Ignacio Arias Blanco.